# Maison du Théâtre (Tartu)
Le Maison du théâtre de Tartu (en estonien : Teatri Kodu) anciennement salle de théâtre de Lutsu (en estonien : Lutsu Teatrimaja)  est un musée et une scène de théatre située à Tartu en Estonie. 

## Présentation
Le bâtiment a été utilisé par le théâtre de marionnettes estonien et le Tartu Teatrilabor.
Depuis 2010, le musée du jouet de Tartu fonctionne dans le bâtiment. 
La salle de théâtre au premier étage, présente des spectacles tout au long de l'année.
Le théâtre Kodu organise des représentations ont chaque semaine, mais il n'a pas de troupe de théâtre permanente.
Le studio pour enfants à l’étage, accueille des conférences et des séminaires ainsi que des anniversaires d’enfants.